# Georg Schaefer
Georg Schaefer (* 25. März 1926 in Leinefelde; † 11. Januar 1990 in Chatham, Massachusetts; Künstlernamen waren Oma Ziegenfuss und Georg Shepherd) war ein deutsch-amerikanischer Maler und Buchautor.

## Leben
Während des Zweiten Weltkriegs wurde er von den Nationalsozialisten aufgrund seiner Arbeit im dänischen Untergrund inhaftiert und in einem KZ gefangen gehalten. Nach Ende des Krieges arbeitete er als freiberuflicher Journalist für den Spiegel und Die Welt. Dabei stand er mit Persönlichkeiten wie Carl Gustav Jung, Albert Einstein, Albert Hofmann und Anagarika Govinda, dem Gründer des Arya Maitreya Mandala in Kontakt.
Durch seine Arbeit traf er Nan Cuz (1927–2019), eine Assistenz-Fotografin der Welt aus Guatemala, die er später heiratete. 1953 gründete er zusammen mit seiner Frau und einigen Freunden den Deutschen Kinderschutzbund.
1968 erscheint Georg Schäfers und Nan Cuz gemeinsames Buch „Im Reiche des Meskal“, ein illustriertes Märchen für Erwachsene, das auf indianischer Folklore und dem Tibetanischen Totenbuch beruht. Kurze Zeit später wird es zu einem Kultbuch der deutschen Hippiebewegung und in mehrere Sprachen übertragen.
1973 zogen sie beide nach Guatemala, wo er in Panajachel ein Kunstzentrum gründete. 1978 verließ er seine Frau und ging in die USA, um dort seine Werke zu promoten.
1979 heiratete er Sherry Munson von der Munson Gallery in Santa Fe, New Mexico. Zusammen mit seiner zweiten Frau, die er „Mani“ nannte, ging er nach Sri Lanka, um dort die Buddha-Geschichte im Tempel von Nyaniponika Mahathera zu restaurieren. Nach Abschluss der Arbeit kehrten sie nach Guatemala zurück und lebten bei den Maya, um von deren Kultur und Kunst zu lernen und sie mit dem in Sri Lanka gewonnenen Kunststil zu kombinieren. Nach einigen Jahren, in denen u. a. zwei Kinder geboren wurden, reifte in ihnen die Erkenntnis, dass sie „mit den Füßen des Fortschritts die ursprüngliche Kultur“ zerstörten.
So zogen sie im Jahr 1989 erneut in die USA, um dort für Unterstützung im Kampf gegen die Zerstörung der indianischen Kultur zu werben. Sie ließen sich in Chatham, Massachusetts nieder. Seine Gesundheit war zu diesem Zeitpunkt stark angegriffen und nach 18 Monaten hatte er einen ersten Herzanfall. Nach kurzer Genesungszeit organisierte er eine Ausstellung seiner Werke in Seattle, die jedoch seine Gesundheit erneut stark strapazierte, so dass er am 11. Januar 1990 einem zweiten Fall von Herzversagen erlag, nur zwei Wochen nach der Geburt seines jüngsten Sohnes, den er nach Lama Govinda benannte.

## Schriften
- Irgendeiner oder Der große Nachtgesang des Hundegottes Norro. Roman. Starczewski, München 1967. (DNB 458817449)
- Im Reiche des Mescál: Eine indianische Legende. Aufgezeichnet von Georg Schäfer. Mit Bildern von Nan Cuz. Schünemann, Bremen 1968. (DNB 458817422)